# Станко Маринковић
Станко Маринковић је француски музичар српског порекла, у Србији најпознатији по дуету Марија са Индиром Радић који је снимљен на француском и српском језику. Француска верзија је изазвала подсмех и контроверзе због Индириног лошег изговора. Био је део групе Темпо Славија и издао албуме и у групи, и као соло извођач.

## Дискографија
Као део Темпо Славија

### Албуми
- Удај се за богаташа (2003, Гранд продакшн)
- Le Jeu Des Etoiles (Буда мјузик, Француска)[2]

### Соло
- Папарацо (2011, Гомјузик)
- Pas des maniers (ЕП, 2018)[3]